# Isco
Francisco Román Alarcón Suárez (Arroyo de la Miel, Málaga, 21 de abril de 1992), conocido deportivamente como Isco, es un futbolista español. Juega como centrocampista en el Real Betis Balompié de la Primera División de España.
En el año 2012 fue galardonado con el Golden Boy, considerado como el balon de oro entre los futbolistas menores de 21 años, certificando su gran rendimiento mostrado en la temporada 2012-13 con el Málaga Club de Fútbol. Un año más tarde, se adjudicó el Trofeo Bravo, reconociéndolo como el mejor jugador joven del fútbol europeo. Ambos galardones se vieron complementados con la Bota de Bronce lograda en la Eurocopa Sub-21 de 2013, torneo en el cual la selección española se proclamó campeona. Se caracteriza por sus grandes pases y regate con el balón, además de su capacidad y visión del juego.

## Trayectoria

### Inicios y debut profesional
Dio sus primeros pasos en la escuela de fútbol del Retamar de su localidad natal, Arroyo de la Miel (Málaga), después pasó al Atlético Benamiel Club de Fútbol, donde destacó en muchos torneos nacionales, lo que le valió para que numerosos clubes de primer nivel se fijaran en él para complementar su cantera.
El que logró su contratación fue el Valencia Club de Fútbol, entidad a la que llegó en 2006 con 14 años, Inició su nueva andadura en un equipo profesional y en 2009 jugaba partidos en Segunda División "B" con el Valencia Club de Fútbol Mestalla, filial valencianista.
Debutó con el primer equipo en un partido de Copa del Rey, el 11 de noviembre de 2010 frente a la Unión Deportiva Logroñés, marcando dos goles en un partido que los valencianistas ganaron 4-1. El 14 de noviembre de 2010 debutó en Primera División, en la victoria por 2-0 ante el Getafe, sustituyendo a Aritz Aduriz en el minuto 73 de partido.
El jugador siguió formando parte del equipo filial y en dicha temporada fue fundamental para el ascenso del filial valencianista a la Segunda División "B", junto a su compañero de generación Paco Alcácer, finalizando la temporada con 15 goles en 26 partidos.
Tras diversas negociaciones con el técnico valencianista Unai Emery, el secretario técnico Braulio Vázquez y el presidente Manuel Llorente para su posible renovación y continuidad en el equipo, el futbolista decidió que el contrato que le ofrecían no reunía las condiciones que esperaba y lo rechazó. Las diferencias entre jugador y técnico dieron lugar a un cruce de declaraciones en las que el entrenador argumentó que el jugador no estaba listo para dar el salto al primer equipo, que chocaban con las del jugador que manifestó que no se contaba con él.

### Mejor joven de Europa
En julio de 2011 el equipo de su tierra, el Málaga Club de Fútbol, se hizo con los servicios del jugador haciendo efectivo el pago de la cláusula de rescisión de seis millones de euros de su contrato. Isco debutó contra el Granada Club de Fútbol en la victoria por 4-0 realizando una buena actuación que le llevó a ser un habitual para su nuevo entrenador Manuel Pellegrini. Poco después marcó su primer tanto con la camiseta albiceleste ante el Real Racing Club de Santander. Ese año cuajó una magnífica temporada convirtiéndose en uno de los jugadores revelación de la liga española, ayudando a su equipo a clasificarse por primera vez en su historia a la Liga de Campeones —máxima competición de clubes en Europa—.
El 18 de septiembre de 2012, debutó en el torneo en su fase de grupos contra el Zenit de San Petersburgo. El jugador marcó dos goles y realizó una magnífica actuación en la victoria por 3-0 sobre el conjunto ruso. Fue elegido por la UEFA mejor jugador de la jornada.
En diciembre de ese mismo año, la revista italiana Tuttosport le otorgó el premio Golden Boy al mejor jugador joven de Europa, superó al belga Thibaut Courtois y al italiano Stephan El Shaarawy. Con este galardón se confirmó como uno de los jugadores de mayor progresión del fútbol europeo. El interés de grandes clubes por contratarle provocaron que el jugador viese mejorado su contrato con el club malacitano fijando su cláusula de rescisión en treinta y cinco millones de euros.
El jugador finalizó la temporada con un registro de doce goles, su mejor cifra como futbolista profesional, unido a buenas actuaciones en la citada Liga de Campeones —donde fue uno de los pilares en la participación del equipo en la competición, en la que alcanzó los cuartos de final—, y el posterior título Europeo sub-21.
Sus buenas actuaciones suscitaron el interés sobre todo del Manchester City Football Club y el Real Madrid Club de Fútbol confirmándose que el jugador finalmente abandonaría el club para recalar en uno de estos en la siguiente temporada futbolística. Pese a militar únicamente dos años en el club malacitano, dejó un grato recuerdo en el club y en los aficionados, que quedó reflejado en la intención del máximomo mandatario el jeque Abdullah Al Thani de retirar el dorsal número veintidós, que vestía el jugador, aunque eso no está permitido por la Liga de Fútbol Profesional (LFP).

### Real Madrid

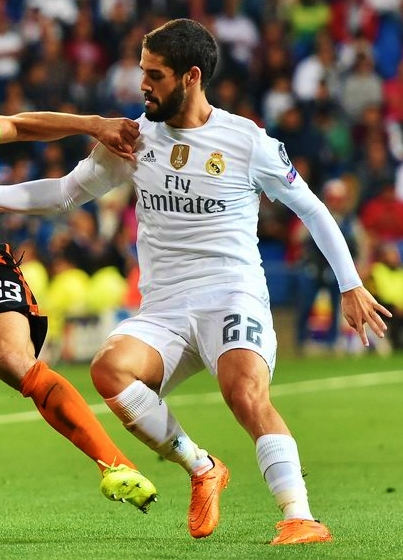
Isco, durante un partido de la Liga de Campeones (2015).

El día 27 de junio de 2013 se confirmó su traspaso de manera oficial al Real Madrid C. F. Firmaron un contrato que vinculaba al jugador a la entidad madridista durante cinco temporadas. Su presentación fue el 3 de julio en el Estadio Santiago Bernabéu con el dorsal número 23, que anteriormente habían utilizado otros jugadores como David Beckham o Mesut Özil.
Debutó como madridista el 21 de julio en un partido amistoso contra el AFC Bournemouth, en el que jugó los primeros cuarenta y cinco minutos. Su primer partido oficial fue el 18 de agosto en la primera jornada de Liga frente al Real Betis Balompié. Isco fue uno de los más destacados del encuentro tras dar una asistencia y anotar el 2-1 final que dio la victoria a su equipo.
En su primera temporada conquistó la Copa del Rey y la Liga de Campeones de la UEFA, participando en ambas finales. Anotó un total de once goles en cincuenta y tres partidos. A dichos títulos se unió la segunda Supercopa de Europa de la entidad madridista a comienzos de la siguiente temporada. Tras bajar su rendimiento deportivo en su segunda campaña, pese a participar en 19 goles en 53 partidos, mismos que el año anterior, la llegada de Rafael Benítez como entrenador no ayudó en su juego y el jugador firmó los números más discretos hasta el momento. Tónica que mejoró con su destitución y la llegada de Zinedine Zidane como nuevo entrenador.
En su tercera temporada cambió su dorsal al 22, portado por Ángel Di María hasta su salida del club. Bajo la premisa de Zidane de conformar y rotar el equipo según las necesidades del grupo y al rendimiento que ofrezcan los jugadores, alternó la titularidad con el resto de centrocampistas de la plantilla, en las que el jugador fue sumando paulatinamente destacadas actuaciones que le llevaron a ser uno de los jugadores principales de la parte final de la temporada. Algunas de ellas se produjeron en El Molinón o Riazor, frente a Real Sporting de Gijón y Real Club Deportivo de La Coruña respectivamente, o en los cruces de las eliminatorias decisivas de la Liga de Campeones, donde con un gol fue el punto de inflexión en semifinales que cortaba las opciones del rival de llegar a la final. Asentado en la titularidad, se proclamó campeón de Europa tras vencer a la Juventus, tercera de su palmarés, y con la que el club firmó un doblete al vencer también el campeonato de liga. El jugador fue uno de los más destacados del grupo con un total de 20 influencias directas de gol en 42 partidos, siendo 11 de ellas goles.
Su alto rendimiento deportivo continuó con el inicio de la temporada 2017-18 y fue decisivo en la victoria frente al Manchester United en la Supercopa de Europa. Fue el autor del 2-1 final que le señaló como el mejor jugador, completándose este buen inicio con un nuevo título de la Supercopa de España al vencer por un global de 5-1 al Fútbol Club Barcelona y en el que también fue protagonista. El trabajo que realizó le reportó una candidatura al Balón de Oro 2017, en el que tras la votación fue considerado como el 12.º mejor jugador del mundo y segundo mejor español solo por detrás de su compañero Sergio Ramos.
Sus altas actuaciones sin embargo fueron decreciendo junto al juego del equipo, el cual encadenó una mala racha de resultados en liga que prácticamente le apartaron de poder disputar el título final habiendo disputado apenas tres meses de competición. Debido al alto rendimiento que venía demostrando fue señalado por algunos sectores de la prensa como uno de los principales responsables del mal estado del equipo que unido a las rotaciones del entrenador provocaron un nuevo clima de inestabilidad sobre su futuro.
Tras un partido amistoso con la selección española el 27 de marzo, donde tuvo una destacada actuación al anotar tres goles, el jugador declaró no tener la confianza de Zinedine Zidane en el club, aludiendo a su escasa participación en los partidos. Las declaraciones, que dieron lugar a diversas especulaciones, no se ajustan sin embargo a las estadísticas de la temporada donde, junto a Marco Asensio, es el jugador con más partidos disputados, décimo en minutos entre los jugadores de campo, y cuarto en su demarcación por detrás de Carlos Casemiro, Toni Kroos y Luka Modrić en un sistema de 4-4-2 habitual. Dicha circunstancia, que el jugador mantiene presente desde su llegada a Madrid, no choca, sin embargo, con su deseo de querer permanecer en el club y seguir trabajando para alcanzar mayor estabilidad  pese a los rumores que lo sitúan fuera de España.
Tras las declaraciones destacó como titular en el encuentro de cuartos de final de la Liga de Campeones frente a la Juventus. En él no erró ninguno de los pases realizados, participando además de forma relevante en dos de los tres goles de la victoria del equipo por 0-3, tónica que continuó en el derbi frente al Atlético de Madrid y que le llevó de nuevo a ser uno de los protagonistas del equipo en el tramo final de la temporada logrando en Kiev su cuarta Champions, tercera de manera consecutiva, ante el Liverpool Football Club donde fue titular en la final quedando 3-1 a favor del Madrid.
Con la marcha de Zinedine Zidane y Cristiano Ronaldo el Real Madrid enfrenta un proceso de cambio en el que muchos confiaron en Isco para tomar las riendas del equipo contando con que el nuevo entrenador, Julen Lopetegui, quien dio la titularidad a Isco en la Selección Española, le diera por fin esa titularidad indiscutible en el club blanco. Por desgracia,  aunque Isco sí partió como titular en el inicio temporada, los malos resultado del Madrid hicieron que el mediapunta fuera de nuevo señalado y contara con menos minutos. Con la destitución de Lopetegui y la llegada de Santiago Solari el malagueño perdería la titularidad y quedaría relegado a un rol de suplente. Solari sería relevado por Zidane otra vez y el francés le devolvería los minutos y alguna titularidad en el resto de temporada donde el club hizo un año en blanco.
En la temporada 2019-20 Isco perdería su protagonismo respecto a la anterior etapa de Zidane como entrenador, además de lesionarse en el primer tramo de la temporada. Jugó buenos minutos pero casi siempre desde el banquillo y se comenzó a dudar de su estado físico. El Real Madrid ganaría LaLiga.
En la temporada 2020-21 contaría aún menos para Zidane y quedó relegado a un papel de suplente. El Madrid volvería a hacer una temporada sin títulos, lo que provocaría la marcha de Zidane.
Para la temporada 2021-22 con la vuelta de Carlo Ancelotti, quien en su anterior etapa fue partidario de Isco y un entrenador importante para su carrera, se pensó que podría volver a disfrutar de un papel importante en el equipo. Pero su participación fue la menor en toda su trayectoria en el club, quedando en un papel casi testimonial en el que no se vio especial preocupación por parte del futbolista que afrontaba su último año de contrato. Sus minutos fueron reducidos drásticamente debido a la irrupción de jóvenes promesas como Federico Valverde o Eduardo Camavinga, incluso llegando a jugar más Dani Ceballos. El Madrid acabó proclamándose campeón de la Supercopa de España, Liga y Champions League. Isco tuvo la menor participación de su carrera. A pesar de que el Real Madrid conquistó la Champions League en la Temporada 2021/22, al no haber disputado ningún minuto, la UEFA no lo inscribió como campeón de dicho título.

### Sevilla FC
El 30 de mayo de 2022, Isco Alarcón hizo pública su despedida del Real Madrid con palabras de agradecimiento a jugadores, técnicos, staff y afición finalizando su etapa en este club tras nueve temporadas.
El 7 de agosto del mismo año, se confirmó su fichaje por el Sevilla Fútbol Club. El 25 de octubre logró su primer y único tanto con el conjunto sevillista en un encuentro de Champions League frente al Copenhague. 
Cuatro meses después de su llegada, el 21 de diciembre de 2022, el jugador rescindió su contrato con el club sevillista.
En enero de 2023 mantuvo conversaciones sobre su posible fichaje con el F. C. Unión Berlín , pero no llegó a un acuerdo con el club alemán.

### Real Betis Balompié
El 26 de julio de 2023 se oficializó su fichaje por una temporada por el Real Betis Balompié. En diciembre de ese mismo año, ante su buen rendimiento, amplió su contrato hasta 2027. Realizó un primer año muy destacado, en la que se clasificó con su equipo para la competición europea. A final de esa primera temporada, sufrió una fractura de peroné en el partido de liga disputado contra Las Palmas, por la que tuvo que pasar por el quirófano y tuvo que decir adiós a la Eurocopa, para la que tenía fundadas opciones de ser convocado. Volvió a jugar en diciembre después de una larga recuperación.
El 29 de mayo fue elegido mejor jugador de la Liga Conferencia de la UEFA 2024-25 por la UEFA.

## Selección nacional

### Categorías inferiores
El jugador fue incluido entre los dieciocho seleccionados del combinado español sub-21 que acudió a los Juegos Olímpicos de 2012 de Londres. Pese a partir como una de las selecciones favoritas para conseguir la medalla de oro, el equipo solo consiguió un empate como mejor resultado en la fase de grupos, con lo que quedó eliminado del torneo.
En junio de 2013 formó parte de la selección española que ganó el Europeo Sub-21 celebrado en Israel, en el que además logró la Bota de bronce al conseguir anotar tres goles en la fase final (y ocho contando los de la fase de clasificación). Completó así un podio completamente español por primera vez en la historia del torneo. Asimismo, fue parte del Equipo ideal del torneo junto con otros diez futbolistas del equipo español, y fue considerado por algunos medios como una de las estrellas del torneo.

### Selección absoluta

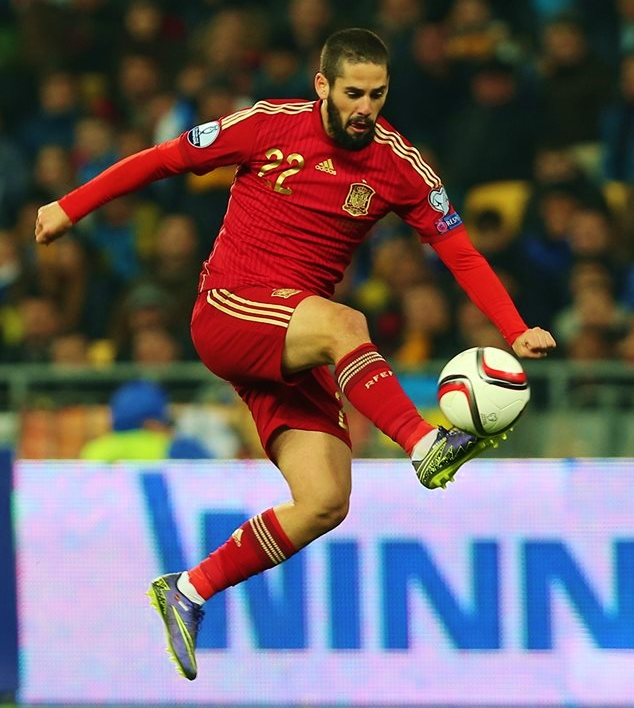
Isco, Ucrania-España en 2015.

El 15 de mayo de 2012 fue convocado por primera vez a la selección absoluta por el seleccionador Vicente del Bosque para la disputa de dos amistosos de preparación para la Eurocopa 2012, que se habría de disputar en Polonia y Ucrania. En dichos encuentros, frente a las selecciones nacionales de Serbia y Corea del Sur, no llegó a jugar. Su debut se produjo finalmente el 6 de febrero de 2013 en un amistoso frente a la selección uruguaya en Catar, sustituyendo a Andrés Iniesta en el minuto 59. En aquel partido la selección española venció al combinado charrúa por 3-1.
En agosto de 2013 fue convocado nuevamente por Vicente Del Bosque para la selección absoluta, para disputar un amistoso en Guayaquil frente a Ecuador. En octubre de 2013, en el Estadio Carlos Belmonte de Albacete, disputó su primer partido oficial con la selección española ante Georgia. El 15 de noviembre de 2014 marcó su primer gol con la selección absoluta ante Bielorrusia.
A pesar ser uno de los jugadores habituales de la selección y de haber disputado los partidos de clasificación tanto para el Mundial de Brasil de 2014 como para la Eurocopa 2016, no entró en ninguna de las listas de jugadores definitivas que participaron en las fases finales de dichos torneos. La situación sin embargo cambió con la llegada de Julen Lopetegui a la dirección del equipo. Con el paso de los partidos Isco llegó a ser uno de los jugadores indispensables en el sistema del entrenador y encadenó numerosas actuaciones destacadas en las que fue además uno de los jugadores con más goles anotados. Como uno de los referentes del equipo, logró la clasificación a la Copa Mundial de Rusia y se convirtió en uno de los principales jugadores de la selección. Tal condición se hizo patente a nivel internacional cuando fue el más destacado de la victoria por 6-1 frente a Argentina, en la que anotó tres goles. Fue la primera vez como profesional que lograba un hat-trick.
Meses más tarde, entró en la lista de 23 convocados para la Copa del Mundo, siendo este el primer torneo al que acude con la selección absoluta.
Fue titular indiscutible con la selección española en la Copa Mundial de Fútbol de 2018, jugó todos los minutos y marcó un gol. España fue eliminada en la tanda de penaltis en los octavos de final.
Después participó en la Liga de Naciones de la UEFA donde disputaría como titular tres de los cuatro partidos de la fase de grupos aunque España no clasificaría para la Final Four.
Su último partido con la selección hasta la fecha fue la Final de la Liga de Naciones de la UEFA  el 8 de junio de 2025 contra Portugal.

## Estilo de juego

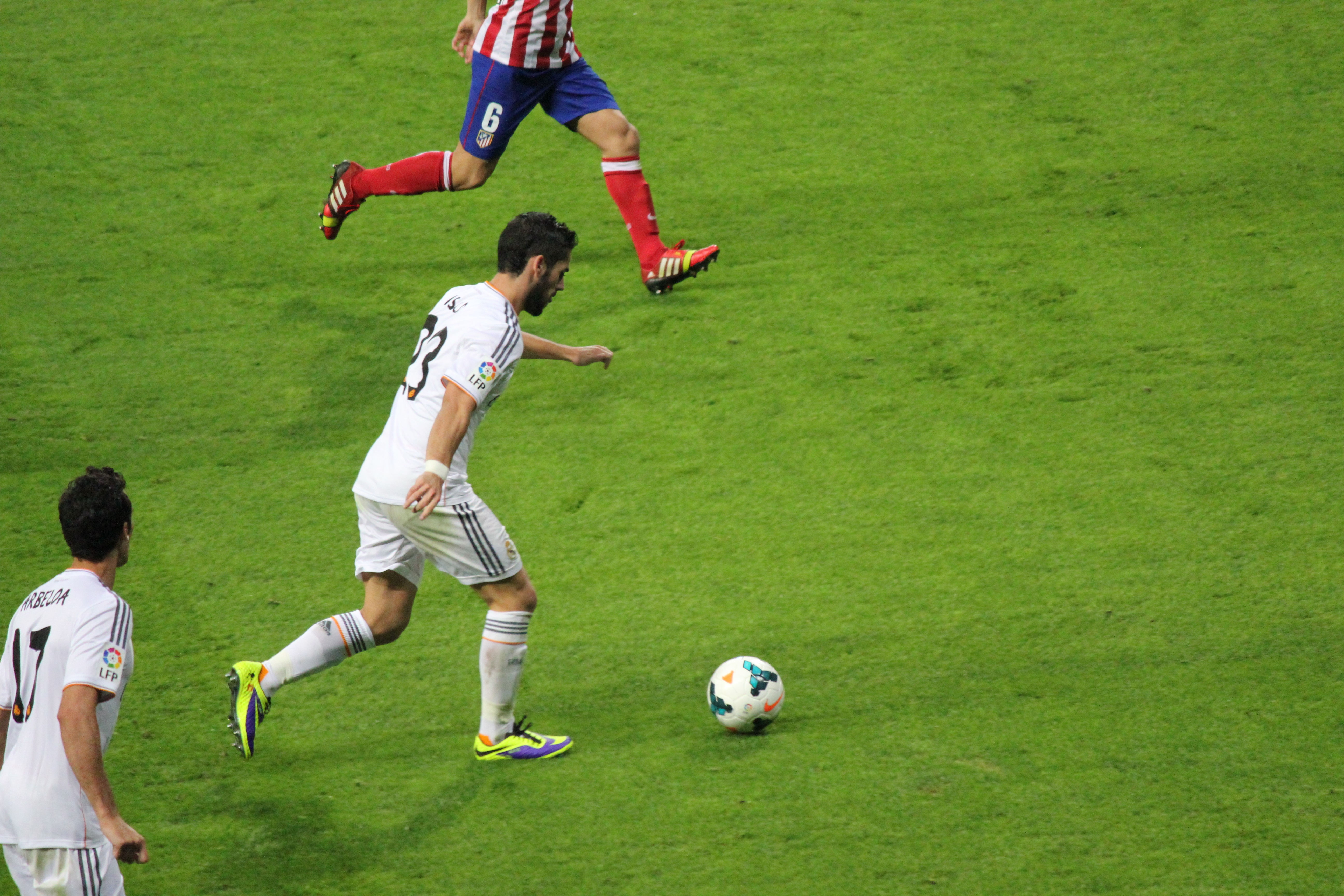
Isco es conocido por su buen dribbling y por su gran capacidad en el disparo desde la frontal del área.

Isco comenzó su carrera como mediapunta o como segunda punta: en el Málaga Club de Fútbol, bajo las órdenes de Manuel Pellegrini, solía jugar un rol de ataque en la formación táctica 4-2-3-1. Tras su marcha al Real Madrid, el entrenador Carlo Ancelotti también le hizo jugar como mediocentro organizador, que requiere más sacrificio y deberes defensivo que su posición natural. También ha jugado como extremo en ocasiones.
Un jugador rápido, hábil y creativo, Isco es conocido por su habilidad natural para escoger unos pases perfectos y milimétricos, regatear sin esfuerzo entre dos o tres contrarios o chutar a la escuadra. Su lectura para prever las jugadas, su anticipación del espacio y la ejecución de sus actuaciones son sus rasgos más comunes.
En 2013, el periodista Pablo Polo del periódico Marca le atribuyó a Isco el título de "el joven más prometedor del fútbol español", comparando su fuerza, habilidad y su bajo centro de gravedad con Sergio Agüero, y su visión y habilidades de pase con Zinedine Zidane. El entonces capitán del Real Madrid, Iker Casillas, predijo en 2015 que Isco se convertiría en el jugador más importante de España.

## Estadísticas

### Clubes
Actualizado al último partido disputado el 28 de mayo de 2025.
| Club                         | Div.          | Temporada     | Liga  | Liga  | Liga   | Copas nacionales | Copas nacionales | Copas nacionales | Copas internacionales | Copas internacionales | Copas internacionales | Total | Total | Total  |
| Club                         | Div.          | Temporada     | Part. | Goles | Asist. | Part.            | Goles            | Asist.           | Part.                 | Goles                 | Asist.                | Part. | Goles | Asist. |
| ---------------------------- | ------------- | ------------- | ----- | ----- | ------ | ---------------- | ---------------- | ---------------- | --------------------- | --------------------- | --------------------- | ----- | ----- | ------ |
| Valencia C. F. "B" · España  | 2.ª B         | 2009-10       | 26    | 1     | 0      | —                | —                | —                | —                     | —                     | —                     | 26    | 1     | 0      |
| Valencia C. F. "B" · España  | 3.ª           | 2010-11       | 19    | 15    | 0      | —                | —                | —                | —                     | —                     | —                     | 19    | 15    | 0      |
| Valencia C. F. "B" · España  | Total club    | Total club    | 45    | 16    | 0      | 0                | 0                | 0                | 0                     | 0                     | 0                     | 45    | 16    | 0      |
| Valencia C. F. · España      | 1.ª           | 2010-11       | 4     | 0     | 0      | 1                | 2                | 0                | 2                     | 0                     | 0                     | 7     | 2     | 0      |
| Valencia C. F. · España      | Total club    | Total club    | 4     | 0     | 0      | 1                | 2                | 0                | 2                     | 0                     | 0                     | 7     | 2     | 0      |
| Málaga C. F. · España        | 1.ª           | 2011-12       | 32    | 5     | 4      | 3                | 0                | 0                | —                     | —                     | —                     | 35    | 5     | 4      |
| Málaga C. F. · España        | 1.ª           | 2012-13       | 37    | 9     | 1      | 0                | 0                | 0                | 10                    | 3                     | 4                     | 47    | 12    | 5      |
| Málaga C. F. · España        | Total club    | Total club    | 69    | 14    | 5      | 3                | 0                | 0                | 10                    | 3                     | 4                     | 82    | 17    | 9      |
| Real Madrid C. F. · España   | 1.ª           | 2013-14       | 32    | 8     | 6      | 9                | 0                | 0                | 12                    | 3                     | 1                     | 53    | 11    | 7      |
| Real Madrid C. F. · España   | 1.ª           | 2014-15       | 34    | 4     | 9      | 5                | 1                | 3                | 14                    | 1                     | 1                     | 53    | 6     | 13     |
| Real Madrid C. F. · España   | 1.ª           | 2015-16       | 31    | 3     | 7      | 1                | 2                | 0                | 11                    | 0                     | 3                     | 43    | 5     | 10     |
| Real Madrid C. F. · España   | 1.ª           | 2016-17       | 32    | 13    | 11     | 4                | 1                | 4                | 8                     | 3                     | 4                     | 43    | 17    | 19     |
| Real Madrid C. F. · España   | 1.ª           | 2017-18       | 30    | 7     | 7      | 5                | 1                | 1                | 14                    | 1                     | 2                     | 49    | 9     | 10     |
| Real Madrid C. F. · España   | 1.ª           | 2018-19       | 27    | 3     | 2      | 4                | 2                | 0                | 6                     | 1                     | 0                     | 37    | 6     | 2      |
| Real Madrid C. F. · España   | 1.ª           | 2019-20       | 23    | 1     | 2      | 3                | 1                | 0                | 4                     | 1                     | 0                     | 30    | 3     | 2      |
| Real Madrid C. F. · España   | 1.ª           | 2020-21       | 25    | 0     | 2      | 1                | 0                | 0                | 3                     | 0                     | 0                     | 29    | 0     | 2      |
| Real Madrid C. F. · España   | 1.ª           | 2021-22       | 14    | 1     | 0      | 3                | 1                | 0                | 0                     | 0                     | 0                     | 17    | 2     | 0      |
| Real Madrid C. F. · España   | Total club    | Total club    | 246   | 37    | 43     | 35               | 8                | 5                | 72                    | 8                     | 7                     | 353   | 63    | 69     |
| Sevilla F. C. · España       | 1.ª           | 2022-23       | 12    | 0     | 2      | 1                | 0                | 0                | 6                     | 1                     | 1                     | 19    | 1     | 3      |
| Sevilla F. C. · España       | Total club    | Total club    | 12    | 0     | 2      | 1                | 0                | 0                | 6                     | 1                     | 1                     | 19    | 1     | 3      |
| Real Betis Balompié · España | 1.ª           | 2023-24       | 28    | 8     | 6      | 1                | 0                | 0                | 6                     | 1                     | 3                     | 35    | 9     | 9      |
| Real Betis Balompié · España | 1.ª           | 2024-25       | 22    | 9     | 8      | 2                | 1                | 0                | 9                     | 2                     | 3                     | 33    | 12    | 11     |
| Real Betis Balompié · España | Total club    | Total club    | 50    | 17    | 14     | 3                | 1                | 0                | 15                    | 2                     | 6                     | 68    | 21    | 20     |
| Total carrera                | Total carrera | Total carrera | 426   | 84    | 64     | 43               | 11               | 5                | 105                   | 14                    | 18                    | 574   | 118   | 101    |

### Selecciones
Actualizado al último partido jugado el 8 de Junio de 2025.
| Selección | Temporada     | Amistosos | Amistosos | Amistosos | Europeo (4) | Europeo (4) | Europeo (4) | Mundial (5) | Mundial (5) | Mundial (5) | Total (6) | Total (6) | Total (6) | Media goleadora |
| Selección | Temporada     | Part.     | Goles     | Asist.    | Part.       | Goles       | Asist.      | Part.       | Goles       | Asist.      | Part.     | Goles     | Asist.    | Media goleadora |
| --- | ------------- | --------- | --------- | --------- | ----------- | ----------- | ----------- | ----------- | ----------- | ----------- | --------- | --------- | --------- | --------------- |
| Sub-17 · España |               |           |           |           |             |             |             |             |             |             |           |           |           |                 |
| 2009 | -             | -         | -         | 3         | -           | -           | 6           | 3           | -           | 9           | 3         | 0         | 0.33      |                 |
| Total | 0             | 0         | 0         | 3         | 0           | 0           | 6           | 3           | 0           | 9           | 3         | 0         | 0.33      |                 |
| Sub-20 · España |               |           |           |           |             |             |             |             |             |             |           |           |           |                 |
| 2011 | 1             | -         | 1         | -         | -           | -           | 4           | 1           | 1           | 5           | 1         | 2         | 0.20      |                 |
| Total | 1             | 0         | 1         | 0         | 0           | 0           | 4           | 1           | 1           | 5           | 1         | 2         | 0.20      |                 |
| Sub-21 · España |               |           |           |           |             |             |             |             |             |             |           |           |           |                 |
| 2011 | -             | -         | -         | 5         | 3           | 2           | -           | -           | -           | 5           | 3         | 2         | 0.60      |                 |
| 2012 | 1             | -         | 1         | 4         | 3           | 3           | -           | -           | -           | 5           | 3         | 4         | 0.60      |                 |
| 2013 | -             | -         | -         | 5         | 3           | -           | -           | -           | -           | 5           | 3         | 0         | 0.60      |                 |
| 2014 | 1             | 1         | -         | 2         | -           | -           | -           | -           | -           | 3           | 1         | 0         | 0.33      |                 |
| Total | 2             | 1         | 1         | 16        | 9           | 5           | 0           | 0           | 0           | 18          | 10        | 6         | 0.56      |                 |
| Sub-23 · España |               |           |           |           |             |             |             |             |             |             |           |           |           |                 |
| 2011-12 | 2             | -         | -         | -         | -           | -           | 3           | -           | -           | 5           | 0         | 0         | 0         |                 |
| Total | 2             | 0         | 0         | 0         | 0           | 0           | 3           | 0           | 0           | 5           | 0         | 0         | 0         |                 |
| Absoluta · España |               |           |           |           |             |             |             |             |             |             |           |           |           |                 |
| 2012-13 | 1             | -         | -         | -         | -           | -           | -           | -           | -           | 1           | 0         | 0         | 0         |                 |
| 2013-14 | -             | -         | -         | -         | -           | -           | 1           | -           | -           | 1           | 0         | 0         | 0         |                 |
| 2014-15 | 4             | -         | -         | 4         | 1           | -           | -           | -           | -           | 8           | 1         | 0         | 0.13      |                 |
| 2015-16 | 2             | -         | -         | 2         | -           | -           | -           | -           | -           | 4           | 0         | 0         | 0         |                 |
| 2016-17 | 2             | 1         | -         | -         | -           | -           | 4           | 1           | 1           | 6           | 2         | 1         | 0.33      |                 |
| 2017-18 | 4             | 3         | -         | -         | -           | -           | 8           | 5           | 1           | 12          | 8         | 1         | 0.67      |                 |
| 2018-19 | 1             | -         | 1         | 5         | 1           | 3           | -           | -           | -           | 6           | 1         | 4         | 0.17      |                 |
| 2024-25 | -             | -         | -         | 1         | -           | -           | -           | -           | -           | 1           | 0         | 0         | 0         |                 |
| Total | 14            | 4         | 1         | 12        | 2           | 3           | 13          | 6           | 2           | 39          | 12        | 6         | 0.32      |                 |
| Total carrera | Total carrera | 19        | 5         | 3         | 31          | 11          | 8           | 26          | 10          | 3           | 76        | 26        | 14        | 0.35            |
| (4) Incluye datos del Europeo Sub-17, Eurocopa Sub-21, Eurocopa y procesos clasificatorios. (5) Incluye datos de los Juegos Olímpicos, Copa Mundial y procesos clasificatorios. (6) No incluye goles en partidos amistosos. |               |           |           |           |             |             |             |             |             |             |           |           |           |                 |

#### Participaciones en fases finales
| Competición         | Categoría | Sede     | Resultado        | Partidos | Goles |
| ------------------- | --------- | -------- | ---------------- | -------- | ----- |
| Mundial 2009        | Sub-17    | Nigeria  | Tercer lugar     | 6        | 3     |
| Mundial 2011        | Sub-20    | Colombia | Cuartos de final | 4        | 1     |
| JJ. OO. 2012        | Sub-23    | Londres  | Primera fase     | 3        | 0     |
| Eurocopa 2013       | Sub-21    | Israel   | Campeón          | 5        | 3     |
|                     |           |          |                  |          |       |
| Copa del Mundo 2018 | Absoluta  | Rusia    | Octavos de final | 4        | 1     |
| Nations League 2025 | Absoluta  | Alemania | Subcampeón       | 1        | 0     |

#### Goles internacionales
| 1  | 15 de noviembre de 2014  | Estadio Nuevo Colombino, Huelva, España       | Bielorrusia   | 1-0 | 3-0 | Clasificación Eurocopa 2016         |
| 2  | 15 de noviembre de 2016  | Estadio de Wembley, Londres, Inglaterra       | Inglaterra    | 2-2 | 2-2 | Amistoso                            |
| 3  | 24 de marzo de 2017      | Estadio El Molinón, Gijón, España             | Israel        | 4-1 | 4-1 | Clasificación Mundial 2018          |
| 4  | 2 de septiembre de 2017  | Estadio Santiago Bernabéu, Madrid, España     | Italia        | 1-0 | 3-0 | Clasificación Mundial 2018          |
| 5  | 2 de septiembre de 2017  | Estadio Santiago Bernabéu, Madrid, España     | Italia        | 2-0 | 3-0 | Clasificación Mundial 2018          |
| 6  | 5 de septiembre de 2017  | Rheinpark Stadion, Vaduz, Liechtenstein       | Liechtenstein | 0-2 | 0-8 | Clasificación Mundial 2018          |
| 7  | 6 de octubre de 2017     | Estadio José Rico Pérez, Alicante, España     | Albania       | 2-0 | 3-0 | Clasificación Mundial 2018          |
| 8  | 27 de marzo de 2018      | Estadio Metropolitano, Madrid, España         | Argentina     | 2-0 | 6-1 | Amistoso                            |
| 9  | 27 de marzo de 2018      | Estadio Metropolitano, Madrid, España         | Argentina     | 3-1 | 6-1 | Amistoso                            |
| 10 | 27 de marzo de 2018      | Estadio Metropolitano, Madrid, España         | Argentina     | 6-1 | 6-1 | Amistoso                            |
| 11 | 25 de junio de 2018      | Estadio de Kaliningrado, Kaliningrado, Rusia  | Marruecos     | 1-1 | 2-2 | Mundial 2018                        |
| 12 | 11 de septiembre de 2018 | Estadio Manuel Martínez Valero, Elche, España | Croacia       | 6-0 | 6-0 | Liga de Naciones de la UEFA 2018-19 |

#### Hat-tricks
| 1 | 26 de marzo de 2018 | Estadio Metropolitano, Madrid | España - Argentina |  | 6 - 1 | Amistoso |

## Palmarés

### Títulos nacionales
| Título             | Club              | Año  |
| ------------------ | ----------------- | ---- |
| Copa del Rey       | Real Madrid C. F. | 2014 |
| Campeonato de Liga | Real Madrid C. F. | 2017 |
| Supercopa          | Real Madrid C. F. | 2017 |
| Supercopa          | Real Madrid C. F. | 2020 |
| Campeonato de Liga | Real Madrid C. F. | 2020 |
| Supercopa          | Real Madrid C. F. | 2022 |
| Campeonato de Liga | Real Madrid C. F. | 2022 |

### Títulos internacionales
Nota * : incluyendo la selección
| Título              | Equipo (*)        | Año  |
| ------------------- | ----------------- | ---- |
| Eurocopa (sub-21)   | España (sub-21)   | 2013 |
|                     |                   |      |
| Liga de Campeones   | Real Madrid C. F. | 2014 |
| Supercopa de Europa | Real Madrid C. F. | 2014 |
| Mundial de Clubes   | Real Madrid C. F. | 2014 |
| Liga de Campeones   | Real Madrid C. F. | 2016 |
| Supercopa de Europa | Real Madrid C. F. | 2016 |
| Mundial de Clubes   | Real Madrid C. F. | 2016 |
| Liga de Campeones   | Real Madrid C. F. | 2017 |
| Supercopa de Europa | Real Madrid C. F. | 2017 |
| Mundial de Clubes   | Real Madrid C. F. | 2017 |
| Liga de Campeones   | Real Madrid C. F. | 2018 |
| Mundial de Clubes   | Real Madrid C. F. | 2018 |
| Liga de Campeones   | Real Madrid C. F. | 2022 |

### Distinciones individuales
| Distinción                                                  | Año        |
| ----------------------------------------------------------- | ---------- |
| Seleccionado en el Once de Bronce del Fútbol Draft          | 2010       |
| Seleccionado en el Once de Plata del Fútbol Draft           | 2011       |
| Seleccionado en el Once de Oro del Fútbol Draft             | 2012, 2013 |
| Seleccionado por la UEFA en el equipo revelación de La Liga | 2012       |
| Seleccionado por la UEFA en el equipo del año de La Liga    | 2013       |
| Premio LFP – Jugador revelación de La Liga                  | 2012       |
| Premio Golden Boy                                           | 2012       |
| Trofeo Bravo                                                | 2013       |
| Bota de Bronce de la Eurocopa Sub-21                        | 2013       |
| Incluido en el Equipo ideal de la Eurocopa Sub-21           | 2013       |
| Incluido en el Equipo ideal de la Liga de Campeones         | 2017       |
| Mejor Jugador de la Final de la Supercopa de Europa         | 2017       |
| MVP contra Marruecos en la Copa Mundial de Fútbol de 2018.  | 2018       |
| Mejor Jugador de la Liga Conferencia de la UEFA 2024-25     | 2025       |

## Vida personal
Mantuvo una relación con Victoria Calderón, finalizada en 2016, con la que tuvo un hijo, Francisco, que nació en agosto de 2014.
En octubre de 2017 se confirmó su relación sentimental con la actriz Sara Sálamo. El 28 de diciembre de 2018 anunciaron su primer embarazo. Su mujer dio a luz a su primer hijo, Theo, el 11 de julio de 2019. En julio de 2020, anunciaron que estaban esperando al segundo hijo en común, el cual nació el 30 de diciembre de 2020, llamado Piero.